# 在韓日本人

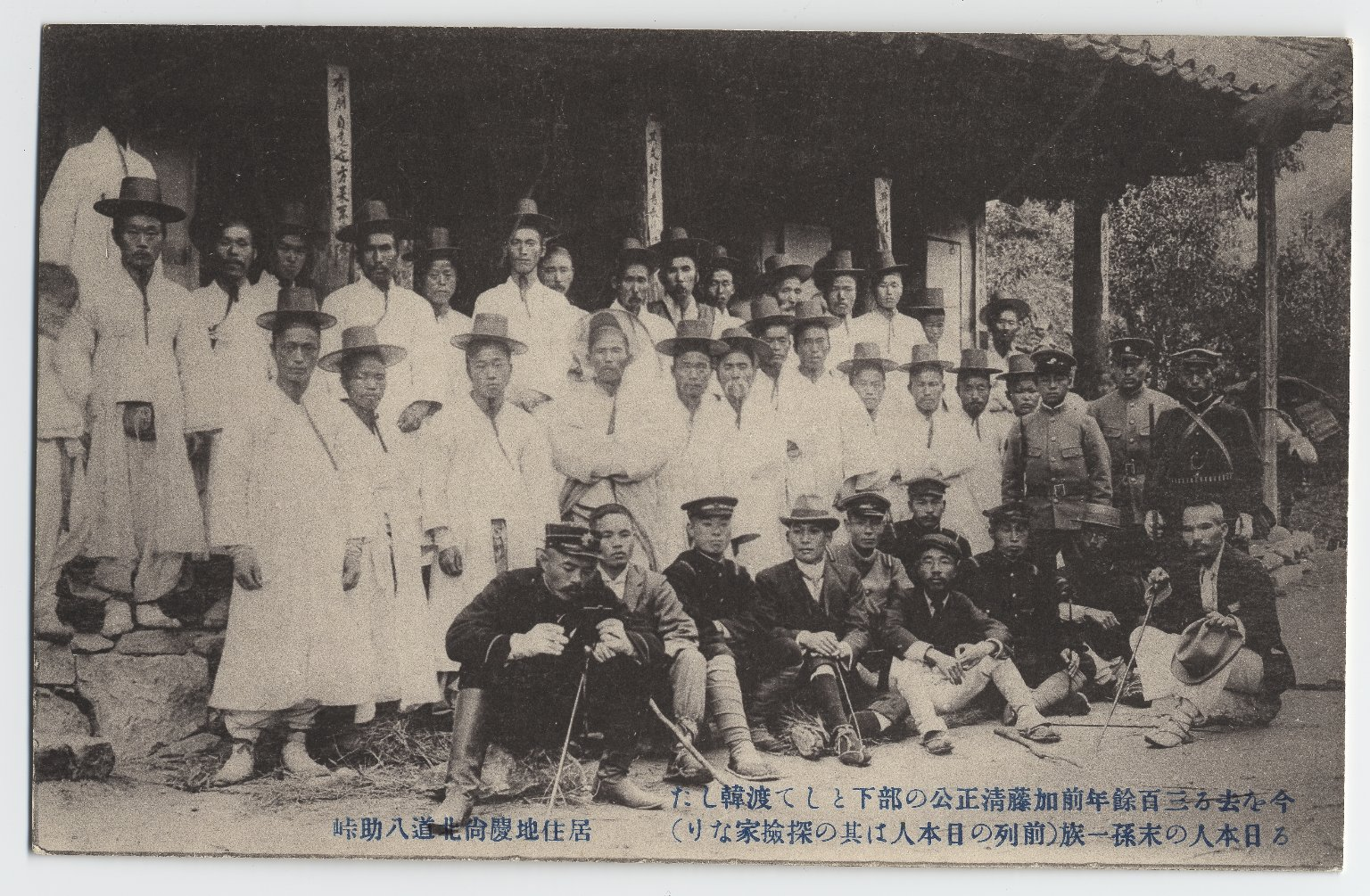
加藤清正の部下子孫・慶尚北道八助峠、1904年

在韓日本人（ざいかんにほんじん）とは、大韓民国（韓国）で生活する日本人。

## 概要
日本統治時代には、多数の日本人が朝鮮半島に移り住んだが、第2次世界大戦の敗戦に伴い、そのほとんどが日本へと引き揚げていった。残留した日本人または日系人は在日韓国・朝鮮人に比べて極めて少ない。
一方、韓国人との婚姻をしていた日本人女性は、敗戦後も残留又は新たに渡航し苦境にあった。1942年、日本外務省の調査によると、旧朝鮮人男性と日本人女性で構成された夫婦の数は日本に1,284カップル、旧朝鮮に106カップルが存在したことが確認される。 そして1945年末、米軍政庁の調査結果、韓半島内の日本人27,935人のうち1,307人が韓国残留を希望したという記事が現代に伝えられており、これにより解放前に旧朝鮮人男性と結婚して国内に留まることになった日本人妻たちは解放後、韓国に残留し「芙蓉会」という組織を創設した。 上記芙蓉会の後援会長を務めている韓国のある人物が2021年8月20日に日本政府の表彰を受けた前歴が伝えられている。
さらに1990年代になると、統一教会の合同結婚式で約1万3000名の日本人女性が移住したが、うち約6000名はその後帰国し、2023年（令和5年）現在で約7000名が韓国の農村部を中心に居住している。この人数は、在韓邦人女性の1/3に相当する規模である。

## 在韓日本人学校
- ソウル日本人学校（幼）< 公式サイト >
- 釜山日本人学校 < 公式サイト >